# BMW R 80
Die BMW R 80  war ein Motorradmodell des Herstellers BMW.  Das unverkleidete Naked Bike ist das Nachfolgemodell der BMW R 80/7 und war die technische Basis für die BMW R 80 RT Modelle von 1985 bis 1995.  Sie war die erste Boxer-BMW, die bleifreies Benzin vertrug.

## Motor
Ihr Boxermotor mit 797 cm³ Hubraum und 37 kW (50 PS) Leistung bei 6500/min stammte aus der BMW R 80/7. Der Abgas- und Ansaugtrakt wurde zu Gunsten eines besseren Drehmomentverlaufs optimiert. Mit diesem Motor erreichte die Maschine eine Höchstgeschwindigkeit von annähernd 180 km/h; als Verbrauch bei konstant 90 km/h wurden 4,6 l für 100 km angegeben.

## Fahrwerk
Gabel, Vorderrad und Bremsen stammten von der BMW K 100.

## Bewertung
Kurbel- und Nockenwelle samt Lagern, Kolben und Zylindern, gelten als beständig. Die Bremswirkung der vorderen Scheibenbremse war etwas knapp bemessen, so dass meist eine zweite Scheibe ab Werk bestellt oder nachgerüstet wurde. Die hintere Trommelbremse arbeitet gut. Während ihrer gesamten Bauzeit gab es parallel zur unverkleideten R 80  die vollverkleidete RT mit gutem Wetterschutz. Die Eignung als Reisemaschine zeigt sich durch einen großen Tank, sehr gute Sitzpositionen für Fahrer und Sozius, einfache Technik, hohe Zuladung und gute Unterbringungsmöglichkeiten fürs Gepäck.

## Produktionszahlen
Gebaut wurde das Modell von 1985 bis 1992 in 13.815 Exemplaren, wobei die Zahl 314 Behördenmodelle beinhaltet. Seine Nachfolger waren die BMW R 80 R und BMW R 100 R mit Paralever.